# Молочай Гранта
Молочай Гранта, также синадениум Гранта — кустарник семейства молочайных, высотой до 3 метров. Видовой эпитет дан в честь Джеймса Огастеса Гранта (1827—1892), описан Дэниэлом Оливером (1830—1916). В Бразилии растение известно как janaúba и leitosinha, в Коста-Рике как bitamo, Bitamo-zapatillo, на санскрите — बहुक्षीरा bahukshira, वज्रद्रुम vajradrooma.   

## Место обитания
В естественных условиях произрастает в тропической Африке: долина Замбези, западная Кения, Уганда, на берегах озера Танганьика. В Танзании произрастает в сухих горных лесах совместно с Brachylaena huillensis, Calodendrum capense, Gnidia latifolia, Olea capense. Широко расселён и натурализовался в тропических регионах Земли. Завезён в Индию в начале XX века. Произрастает на высоте 500-2100 м над уровнем моря, на каменистых местах и голых гранитных склонах, часто вблизи рек, в сухих редколесьях и лесах.

## Описание
Кустарник или небольшое дерево, высотой в природе до 3 метров (до 5—10 м), в комнатной культуре редко превышает 1,5 м в высоту. Вечнозелёное полусуккулентное растение без колючек. В стеблях растения содержится млечный сок — отсюда английское название „African Milkbush“.
Ствол толщиной до 12—15 см, ветвится от основания, на старых частях растения кора сероватая. Молодые ветви округлые в сечении, цилиндрические, голые, мясистые, толщиной 8—20 мм, с возрастом утолщаются и одревесневают; их окраска зелёная, зелёная с красноватым оттенком или винно-красная. 
Листья собраны пучками на концах ветвей, очередные, обратнояйцевидные до обратноланцетных с притупленной верхушкой и заострённым кончиком, длиной 14—20 см, шириной 2,5—7 см, сидячие или постепенно сужающиеся к основанию в короткий толстый черешок длиной около 8 мм. У основания покрыты редкими волосками; поверхность листа голая с обеих сторон. Жилкование сетчатое, средняя жилка выступает с нижней стороны листа. Окраска равномерно-зелёная, вдоль жилок темнее, нижняя сторона бледнее. Край листа цельный или мелкозубчатый, листовая пластинка плоская или слегка волнистая.
Соцветия пазушные или верхушечные, из 2—5 рыхлых ложных зонтиков, длиной 7—15 см (цветонос 3—5 см), шириной 5—10 см, мелкоопушённые сверху, снизу голые. Прицветники длиной 1—3 см, красновато-зелёные, притупленные, цельные, опушённые мелкими волосками. Циатии мелкие, невзрачные, обоеполые или мужские, в виде тарелки или широкой воронки, диаметром 6,5 мм, глубиной 2 мм, окружены кольцом нектарников шириной до 1 мм, сморщенные, опушённые малиновыми волосками у основания. Завязь опушённая. Чашелистики голые, околоцветник представляет собой слегка трёхлопастное кольцо. Пестик длиной 2 мм, сросшийся в основании, глубоко разделённый надвое на вершине. Однодомное растение.
Цветение происходит зимой или ранней весной. Опыляется пчёлами (Apis mellifera, A. cerana), муравьями и осами.
Плоды размером 7 x 8 мм, опушённые, красного цвета, плодоножка длиной около 5 мм, 3-гнёздные, вскрывающиеся, содержат 3 семени. Семена овальные, размером 2,5 x 2 мм, покрыты мелкими бугорками, присемянник рудиментарный. Предположительно, мирмекохорное растение.

## Ядовитость
Все части растения чрезвычайно ядовиты, при поедании могут вызывать смерть. Млечный сок вызывает контактный дерматит. Действующее начало — дитерпеновые эфиры. Симптомы отравления: при контакте с млечным соком начинается раздражение кожи и/или глаз (немедленное или с некоторой задержкой) — воспаление, покраснение, распухание, появление пузырей. Проглатывание частей растения приводит к раздражению губ, языка и горла. В случае с попаданием сока растения на кожу 5-месячного ребёнка, через 19 часов после попадания сока на коже образовались наполненные жидкостью пузыри. Улучшение состояния началось через 48 часов.
Растение необходимо оберегать от детей и соблюдать осторожность при обрезке, использовать защитные перчатки.
В 1952 году во время восстания Мау-Мау ядовитый млечный сок растения использовался для отравления скота. При поедании растения скотом яд вызывает покраснение и отёчность слизистых оболочек рта, появление пузырей на коже.

## Медицинское применение
Из листьев растения были выделены бета-ситостерол и ингол-7,8,12-триацетат-3-фенилацетат, проявляющие цитотоксические свойства по отношению к раковым клеткам лейкемии (SR) и рака почки (CAKI-1), подавляя их рост на 33% и 21% соответственно.
В традиционной медицине Индии и Центральной Африки латекс растения используется как болеутоляющее и противовоспалительное средство, в Бразилии — как противоопухолевое.

## В комнатной культуре

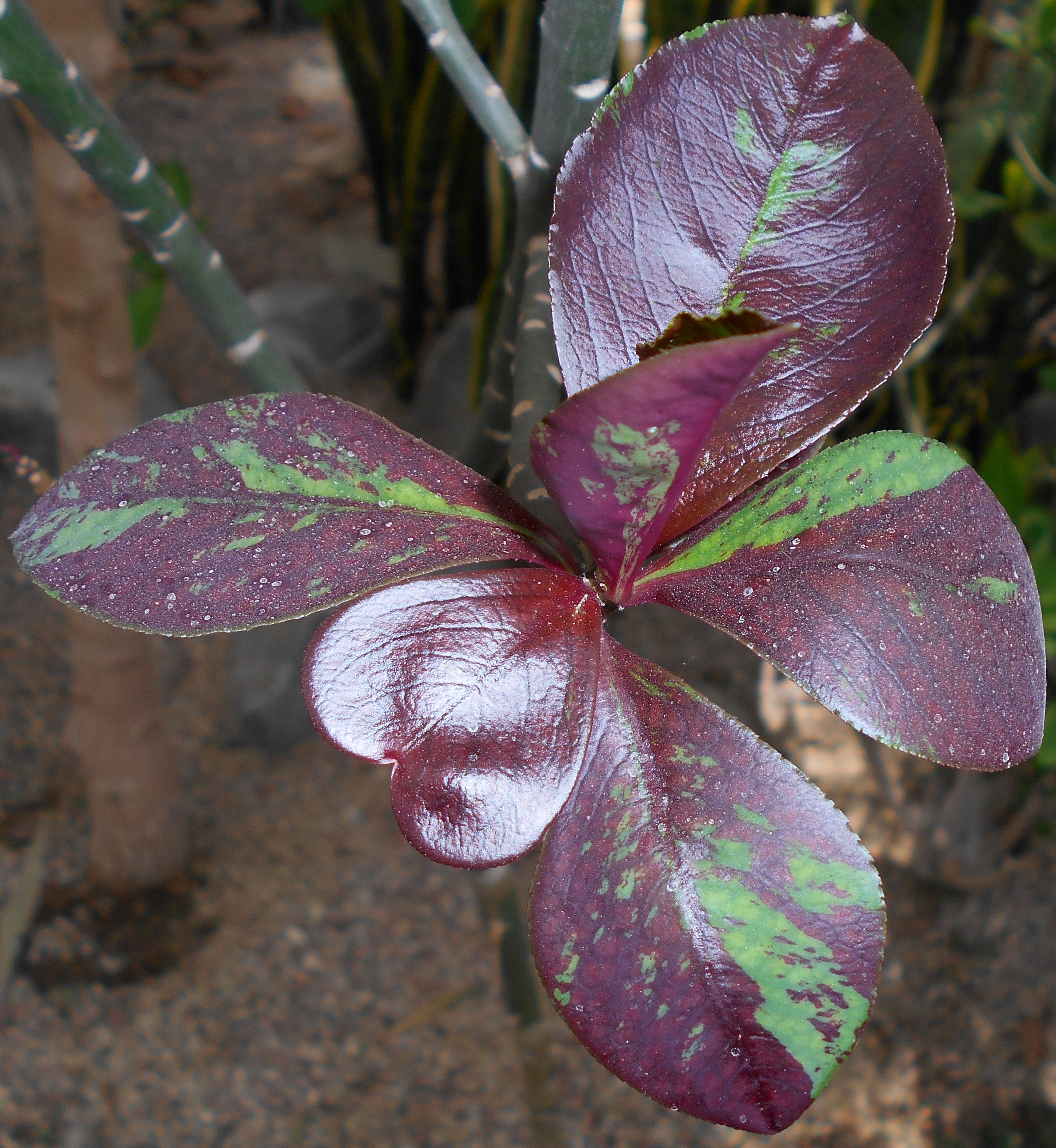
Краснолистная садовая форма растения в ботаническом саду г. Люблин, Польша

Широко культивируется в тропиках как декоративное крупнолистное растение, используется в качестве живой изгороди. Народы Центральной Африки высаживают данное растение на могилах.
Вне тропиков выращивается как оранжерейное и комнатное растение, в комнатной культуре известен как «дерево любви» или просто «молочай». Неприхотливое, светолюбивое растение; требует хорошо дренированной почвы с добавлением песка или перлита. На дно горшка требуется укладывать слой гравия в качестве дренажа. Полив обильный, в перерывах между поливами почва должна просыхать; растение не любит заливания водой и хорошо переносит сухой воздух комнат. Удобрять рекомендуется редко. Рост быстрый, годовой прирост до 20—25 см, крону рекомендуется формировать обрезкой и прищипкой. В открытом грунте достигает высоты 3 метров в 5-летнем возрасте. Зимой у растения период относительного покоя, не следует допускать падения температуры ниже  +10°C, рекомендуется дополнительно подсвечивать растение.
Размножается семенами и черенками; свежие черенки припудривают на срезе древесным углём, чтобы остановить выделение млечного сока. Укоренение черенков происходит в песке.
В цветоводстве известны культивары с красными листьями: «Rubrum» — молодые листья полностью красные, взрослые зелёные с красными пятнами неправильной формы. Краснолистные формы иногда называют «африканская пуансеттия». Иногда краснолистные формы выделяют в иной вид — Synadenium compactum var. rubrum., отделяя их от зеленолистной формы.

## Вредители и болезни
В комнатных условиях растение довольно устойчиво, из вредителей отмечены мучнистый червец, щитовки и паутинный клещ. При переливе и застое воды возможны корневая гниль и опадение листьев.